# Eparquía de Alejandría de los coptos
La eparquía de Alejandría de los coptos (en latín: Eparchia Alexandrina Coptorum) es una circunscripción eclesiástica de la Iglesia católica en Egipto. Se trata de una eparquía copta, sufragánea del patriarcado de Alejandría de los coptos católicos. Desde el 15 de enero de 2013 su eparca es el patriarca Ibrahim Isaac Sidrak.

## Territorio y organización
La eparquía extiende su jurisdicción sobre los fieles católicos de rito alejandrino copto residentes en las gobernaciones (con los límites previos a los ajustes territoriales de 2014) de: El Cairo, Occidental, Behera, Alejandría, Matrú, Caliubia, Menufia y Kafr el Sheij. La eparquía es la sede propia del patriarca de Alejandría de los coptos.
La sede de la eparquía se encuentra en Nasr City, un distrito de El Cairo, en donde se halla la Catedral de Nuestra Señora de Egipto. También es considerada catedral la iglesia de la Resurrección en el suburbio de Ramley en Alejandría.
En 2022 en la eparquía existían 39 parroquias:
En la región de El Cairo
- Sainte Famille en Zeitoun
- Sainte Thérèse en Zeitoun
- Sainte Thérèse en Charabiya
- St Antoine le Grand en Faggalah
- Saint Georges en Kossayarine
- Sainte Vierge en Kolali
- Sainte Famille en Matariya
- Sainte Vierge en Maadi
- Notre Dame du Carmel en Boulaq
- Saint Michel Archange en Hadayek el Kobba
- Sainte Famille en Darb el Guéneina
- El Ségoud en Choubrah
- Sainte Hélène en Choubrah
- Sainte Vierge en Choubrah
- Sainte Vierge en Choubrah el Khema
- Notre Dame de l’Annonciation en Ezbet el Nakhl
- Sainte Vierge en Aïn Chams
- Cathédrale Notre Dame d’Egypte en Medinat Nasr
- Sacré Cœur en Héliopolis
- Couvent de la Vierge en Moqattam

En la región del Delta
- Saint Georges en Achmoun
- Sainte Thérèse en El Mahalla el Koubra
- Saint Pierre en Tanta
- Sainte Vierge en Kouessna

En la región de Alejandría
- Cathédrale de la Résurrection en Ramley
- Saint Michel en Attarine
- Sainte Thérèse en Sidi Bichr
- Sainte Vierge en Gheit el Enab
- Saint Joseph en Moharram Bey
- Immaculée Conception en El Dikhela
- Couvent de l’Annonciation en King Mariout
- Couvent de la Sainte Famille en Aboul Daarda
- Saint Marc en Marsa Matruh
- Médaille miraculeuse en Miami
- Saint Georges des Franciscains en Ghobrial
- Sainte Vierge en El Hadara
- Sainte Vierge en Kafr-el-Dawar

## Historia
El 9 de agosto de 1739 el obispo copto ortodoxo Atanasio de Jerusalén, pero residente en El Cairo como vicario general del patriarca, se volvió católico haciendo una secreta profesión de fe ante dos sacerdotes coptos católicos educados en Roma desde 1736: Rafael Tuki (Raphaelis Tucchi) y Justo Maraghi. El 4 de agosto de 1741 el papa Benedicto XIV nombró a Atanasio vicario apostólico de la pequeña comunidad de coptos de Egipto (unos 2300) convertidos por el esfuerzo misionero, designando a Maraghi como su asistente. Atanasio fue excomulgado por el patriarca copto ortodoxo, encarcelado por las autoridades y no se le permitió seguir residiendo en Egipto, retornando a la obediencia al patriarca copto. El 3 de junio de 1744 la Congregación de Propaganda Fide nombró a Justo Maraghi como su vicario general en Egipto. 
Las autoridades otomanas no reconocieron a la nueva Iglesia, y el patriarca copto ortodoxo siguió como cabeza civil y religiosa de todos los cristianos coptos. Tras la muerte de Maraghi en 1748 los prefectos de la misión de los franciscanos reformados recibieron autoridad sobre la misión copta. En Roma el egipcio Rafael Tuki fue consagrado obispo titular y supervisó la impresión de los libros litúrgicos coptos: misal en 1746, salmos en 1749, breviario en 1750, pontifical en 1761, ritual en 1763, y Theotokiæ en 1764.
En 1758 el arzobispo copto ortodoxo de Girga, Antonio Fulaifil, se volvió católico, y en 1761 fue nombrado vicario apostólico copto, siendo el primero residente en El Cairo. El sacerdote copto Matta Righet fue designado vicario apostólico de los coptos el 21 de abril de 1788 y la jerarquía copta católica quedó definitivamente establecida con su consagración como obispo titular de Utina en 1815.
La eparquía patriarcal fue erigida el 26 de noviembre de 1895 con la bula Christi Domini del papa León XIII, en ocasión de la institución del patriarcado de Alejandría de los coptos católicos.

Alexandrinum Coptorum Patriarchatum ita constitutum eatenus patere qua patet proregnum seu Kedivatus Aegypti proprie dictae ac provinciae praedicationis sancti Marci, statuimus atque sancimus. — Limites autem singularum dioecesium quas supra diximus, hoc modo definire placet. Patriarchalis Alexandrina Aegyptum inferiorem et urbem Cairum complectitur. Ad aquilonem habet mare internum seu Mediterraneum; ad orientem, canalem Suesii : ad austrum, latitudinis borealis gradum trigesimum ; ad occasum, Tripolitanam Othomanici imperii provinciam.

Su jurisdicción inicial fue sobre el bajo Egipto y El Cairo, desde el mar Mediterráneo al paralelo 30° N (Guiza) y del canal de Suez a los límites de Tripolitania otomana. Posteriormente se amplió para incluir el Sinaí.
El 15 de julio de 1949 mediante el decreto Libenter Romanus de la Congregación para las Iglesias Orientales se transfirió la gobernación de Guiza (según los límites reducidos que tenía entonces) de la eparquía de Menia a la eparquía de Alejandría.
El 17 de diciembre de 1982 cedió parte de su territorio por decreto del Santo Sínodo, para la erección de la eparquía de Ismailía.
La eparquía de Alejandría separada del patriarcado de Alejandría es mencionada por primera vez en el Anuario Pontificio en 1998.
El 21 de marzo de 2003 por decreto del Santo Sínodo cedió otra parte de su territorio para la erección de la eparquía de Guiza.

## Estadísticas
Según el Anuario Pontificio 2023 la eparquía tenía a fines de 2022 un total de 45 500 fieles bautizados.
| Año                                                                             | Población            | Población | Población      | Sacerdotes | Sacerdotes    | Sacerdotes    | Bautizados por sacerdote | Diáconos permanentes | Religiosos | Religiosos | Parroquias |
| Año                                                                             | Bautizados católicos | Total     | % de católicos | Total      | Clero secular | Clero regular | Bautizados por sacerdote | Diáconos permanentes | Varones    | Mujeres    | Parroquias |
| ------------------------------------------------------------------------------- | -------------------- | --------- | -------------- | ---------- | ------------- | ------------- | ------------------------ | -------------------- | ---------- | ---------- | ---------- |
| 1950                                                                            | 16 000               | 10 000    | 0.2            | 18         | 18            |               | 888                      |                      |            | 22         | 13         |
| 1969                                                                            | 30 000               | ?         | ?              | 70         | 40            | 30            | 428                      |                      | 32         | 55         | 27         |
| 1980                                                                            | 50 000               | ?         | ?              | 47         | 47            |               | 1063                     |                      | 28         | 118        | 32         |
| 1990                                                                            | 80 000               | ?         | ?              | 78         | 48            | 30            | 1025                     | 2                    | 51         | 190        | 43         |
| 1999                                                                            | 88 000               | ?         | ?              | 110        | 51            | 59            | 800                      |                      | 94         | 175        | 48         |
| 2000                                                                            | 90 000               | ?         | ?              | 119        | 54            | 65            | 756                      |                      | 96         | 280        | 49         |
| 2001                                                                            | 91 500               | ?         | ?              | 120        | 50            | 70            | 762                      |                      | 104        | 285        | 48         |
| 2002                                                                            | 95 000               | ?         | ?              | 146        | 51            | 95            | 650                      |                      | 130        | 270        | 43         |
| 2003                                                                            | 120 000              | ?         | ?              | 158        | 52            | 106           | 759                      |                      | 141        | 225        | 40         |
| 2004                                                                            | 130 000              | ?         | ?              | 155        | 46            | 109           | 838                      |                      | 136        | 230        | 40         |
| 2006                                                                            | 27 377               | ?         | ?              | 69         | 47            | 22            | 396                      |                      | 58         | 125        | 36         |
| 2009                                                                            | 28 345               | ?         | ?              | 66         | 42            | 24            | 429                      |                      | 61         | 131        | 32         |
| 2012                                                                            | 30 405               | ?         | ?              | 80         | 45            | 35            | 380                      |                      | 68         | 144        | 31         |
| 2015                                                                            | 36 020               | ?         | ?              | 73         | 41            | 32            | 493                      |                      | 65         | 144        | 31         |
| 2018                                                                            | 36 800               |           |                | 73         | 41            | 32            | 504                      |                      | 65         | 144        | 31         |
| 2020                                                                            | 41 000               | ?         | ?              | 42         | 42            |               | 976                      |                      | 39         | 146        | 37         |
| 2022                                                                            | 45 500               |           |                | 45         | 45            |               | 1011                     | 2                    | 39         | 155        | 39         |
| Fuente: Catholic-Hierarchy, que a su vez toma los datos del Anuario Pontificio. |                      |           |                |            |               |               |                          |                      |            |            |            |

## Episcopologio
- Kyrillos Makarios † (19 de junio de 1899-30 de mayo de 1908 renunció)
  - Sede vacante (1908-1947)
- Markos II Khouzam † (10 de agosto de 1947-2 de febrero de 1958 falleció)
- Stephanos I Sidarouss, C.M. † (10 de mayo de 1958-24 de mayo de 1986 retirado)
- Stéphanos II Ghattas, C.M. † (9 de junio de 1986-27 de marzo de 2006 retirado)
- Antonios Naguib (30 de marzo de 2006-15 de enero de 2013 retirado)
- Ibrahim Isaac Sidrak, desde el 15 de enero de 2013